# (37969) 1998 HW97
1998 HW97 (asteroide 37969) é um asteroide da cintura principal. Possui uma excentricidade de 0.14718310 e uma inclinação de 6.91192º.
Este asteroide foi descoberto no dia 21 de abril de 1998 por LINEAR em Socorro.